# Lambeth Palace
Lambeth Palace er ærkebiskoppen af Canterburys officielle residens i London. Paladset ligger ved Themsen i Lambeth, ikke langt fra Palace of Westminster. Det blev overtaget af ærkebiskoppen omkring år 1200. 
I moderne tid er paladset mest kendt for Lambeth Conference, en konference for alle anglikanske biskopper som holdes hvert tiende år.
51°29′44″N 0°7′11″V / 51.49556°N 0.11972°V